# Fondation John-Templeton
Pour les articles homonymes, voir JTF (homonymie).
La fondation John-Templeton (en anglais, John Templeton Foundation ou JTF) est une fondation nord-américaine créée en 1987 par John Templeton, investisseur et philanthrope lié au fondamentalisme protestant. Le président actuel de la fondation est le fils du fondateur, John M. Templeton, Jr. La fondation Templeton est américaine et a son siège à Philadelphie.
La mission de la fondation Templeton est de financer des recherches « scientifiques » sur ce que certains scientifiques et philosophes appellent les « Big Questions » (Les Grandes Questions). Ces « Big Questions » portent sur les lois de la nature ainsi que sur la nature de la créativité et de la conscience. Le fondateur de la fondation estimait qu’une recherche rigoureuse et une érudition de qualité étaient au cœur des grandes découvertes et des progrès spirituels. Elle porte sur ces questions une approche empreinte d'idéologie issue du créationnisme philosophique.
Les projets de la fondation couvrent une variété de domaines notamment les sciences naturelles et humaines, la philosophie et la théologie, et la recherche de solutions capitalistes à la pauvreté.
La devise de la fondation est : « How little we know, how eager to learn » (Nous savons si peu, nous désirons tant apprendre). Selon la fondation, elle distribue environ 60 millions de dollars par an pour des bourses et des programmes de recherche.

## Attribution des Bourses
Les bourses sont attribuées à des travaux de recherches appartenant à des domaines qui sont en accord avec la mission et la charte de la fondation. Ainsi, les bourses sont attribuées par des pairs scientifiques. La fondation finance aussi de nombreux projets de recherche scientifique de haut niveau, habituellement grâce à des manifestations scientifiques internationales auxquelles participent des équipes venant de grandes universités, comme Harvard, Yale, Princeton, Oxford et Cambridge. Les bourses sont soumises à une évaluation par des pairs et approuvées par un jury international.

## Activités
Les activités premières de La fondation peuvent être reparties selon les catégories suivantes :

### Sciences Naturelles
L’étude scientifique de sujets recherchant à faire avancer les découvertes dans des domaines liés aux “Grandes Questions de la Vie” est l’un des principaux domaines d’activité de la fondation. Ce domaine inclut des questions sur les lois de la nature et sur la nature de l’univers.
Elle soutient principalement des travaux scientifiques, mais aussi des collaborations entre des scientifiques et des théologiens ou/et des philosophes. Beaucoup de ces projets tentent de répondre à l’une des grandes questions métaphysiques, telles que: « Pourquoi existe-t-il quelque chose plutôt que rien ? Que veut dire être humain ? Quelle est la nature du libre arbitre ? ».

### Sciences Humaines
L’examen de la nature spirituelle de l’individu est un des autres principaux domaines d’activité de la fondation. Les projets de Sciences Humaines financés par la fondation Templeton impliquent une grande variété d’experts, tels que des anthropologues, des psychologues, des économistes et des pédagogues.

### Philosophie & Théologie
Une nouvelle initiative de la fondation cherche à promouvoir les découvertes dans des domaines philosophiques et théologiques, comprenant l’éthique et la philosophie morale, la philosophie des mathématiques et la logique, ainsi que la philosophie et l’histoire de la science. Dans ce domaine, une bourse a récemment été attribuée à un colloque international à Vienne, en Autriche, intitulé “Horizons of Truth: Logic, Foundations of Mathematics, and the Quest for Understanding the Nature of Knowledge” (« Horizons de vérité : logique, fondements des mathématiques, et quête pour la compréhension de la nature de la connaissance») à l’occasion du 100e anniversaire du mathématicien Kurt Gödel.
L’un des lauréats de ce programme de bourses a été le Dr Lydia Jaeger, directrice des études à L’Institut biblique de Nogent-sur-Marne, en France. Cette bourse, attribuée en 2003, analyse des déclarations sur les lois de la nature par une sélection de philosophes de la science et de cosmologues, ainsi que la place occupée par la religion dans la discussion sur les lois de la nature dans la philosophie de la science. Cette recherche a été publiée en deux parties : Lois de la nature et raisons du cœur : les convictions religieuses dans le débat épistémologique contemporain (Peter Lang 2007) et Ce que les cieux racontent : la science à la lumière de la création (Excelsis 2008),.

### Développement du Caractère Moral
La fondation soutient des programmes pour le « développement du caractère ». Le but de cette activité est, selon la fondation, de « renforcer des valeurs positives comme l’honnêteté, la compassion, la discipline et le respect, et de soutenir une recherche innovante sur l’importance du caractère».

### Libre Entreprise
Un nouveau domaine d’activité[Quand ?] pour la fondation Templeton est le financement de projets de recherche et de programme d’enseignement qui promeuvent des solutions à la pauvreté fondées sur la libre entreprise et qui promeuvent « les vertus qui soutiennent les économies capitalistes qui réussissent ». La fondation affirme qu’elle donnera jusqu’à 25 millions de dollars par an à ces projets d’ici 2010. Récemment, La fondation a attribué un total de 1,5 million de dollars à trois initiatives contribuant à faire comprendre comment l’entrepreneuriat et les réformes du marché peuvent soulager la pauvreté dans les pays en voie de développement.

### Formation des Talents
La fondation Templeton propose un programme d’activité pour encourager les jeunes gens disposant de « talents exceptionnels » particulièrement en mathématiques et en sciences.

### Les Grandes Questions
La fondation conduit ce qu’elle appelle « Les Conversations sur les grandes questions ». Un comité de spécialistes et de personnalités publiques de renom est invité à discuter d’une question et à écrire un texte détaillé en réponse. À ce jour, la fondation a posé les questions suivantes :
- « L’Univers a-t-il un but ? »[24]
- « L’argent résoudra-t-il les problèmes de développement de l’Afrique ? »[25]
- « La science rend-elle la croyance en Dieu obsolète ? »[26]
- « Le capitalisme corrompt-il le sens moral ? »[27]

Un débat sur la dernière grande question : « Le capitalisme corrompt-il le sens moral ? » a eu lieu à Londres le 2 décembre 2008. On comptait parmi les participants : Bernard-Henri Lévy, Jagdish Bhagwati, professeur à l’université Columbia, John Gray, professeur émérite à la London School of Economics, Michael Walzer, professeur émérite à l’Institut pour les études avancées de Princeton,.

### Prix et récompenses
La fondation est impliquée à la fois dans la remise de prix pour récompenser des accomplissements spécifiques dans différentes catégories, et dans le financement de la recherche en science et en théologie.

### Le prix Templeton
En plus de son activité principale qui consiste à financer des études scientifiques, la fondation remet chaque année le prix Templeton à « une personne vivante qui a contribué de façon exceptionnelle à affirmer la dimension spirituelle de la vie, que ce soit par des idées, des découvertes, ou des travaux pratiques (« a living person who has made an exceptional contribution to affirming life's spiritual dimension, whether through insight, discovery, or practical works »).
Le prix Templeton fut décerné pour la première fois en 1973. La valeur monétaire de ce prix est définie de façon qu’elle soit toujours légèrement plus élevée que le prix Nobel. En 2008 le prix était de 1,6 million de dollars.
Depuis sa création, le prix a récompensé mère Teresa, frère Roger, Sarvepalli Radhakrishnan, Alexandre Soljenitsyne, Michael Novak.
En 2007, le prix Templeton a été remis au philosophe québécois de père anglophone Charles Taylor. Taylor est connu pour sa thèse selon laquelle les sociétés laïques des pays de l’Ouest ne peuvent satisfaire la quête humaine de sens.
En mars 2008, le prix Templeton a été remis au cosmologiste et prêtre catholique polonais Michał Heller. Heller a reçu le prix pour récompenser son érudition et ses travaux de recherche qui, selon la fondation, repoussent les limites métaphysiques de la science.

## Direction
Depuis 1995, la fondation est dirigée par le président John M. Templeton, Jr., fils du fondateur. Diplômé de l’université Yale et de l’école médicale de Harvard, Templeton Jr. est un chirurgien pédiatrique à la retraite. En parallèle de ses activités pour la fondation Templeton, John Templeton Jr. soutient à titre personnel des œuvres de charité et des groupes philanthropiques qui défendent des causes qui lui tiennent particulièrement à cœur. 
Templeton Jr. a toujours affirmé que ses propres croyances religieuses n’affectaient pas sa capacité à administrer la fondation en respectant les principes établis par son père. La fondation Templeton a aussi souligné à plusieurs reprises qu’elle est apolitique et ne privilégie aucune religion.

## Controverses
De manière générale, les aspects controversés de la fondation Templeton, principalement d'ordre idéologique, se répartissent en trois catégories.
- La fondation est considérée par certains comme ayant un biais conservateur.
- La fondation reçoit les critiques de certains membres de la communauté scientifique qui lui reprochent son approche théologique de la science.
- La fondation est accusée d'utiliser son influence financière pour encourager les chercheurs et les journalistes afin de produire les documents favorables à sa position reliant la religion à la science, etc.
- La fondation soutient un article homophobe de la Constitution californienne

## Accusations de positions conservatrices et libérales
De par son statut d'organisation "501(c)(3)", il est interdit à la fondation Templeton de s'engager de manière directe dans des activités politiques.
Cependant, des journalistes ont souligné des liens entre celle-ci et des causes conservatrices. Un article publié en 1997 dans Slate Magazine rapportait que la fondation Templeton avait donné une quantité significative de soutien financier à des groupes, des causes et des individus considérés comme conservateurs, y compris les dons à Gertrude Himmelfarb, Milton Friedman, Walter E. Williams, Julian Lincoln Simon and Mary Lefkowitz, et fait référence à John Templeton junior, en tant que « vieux protecteur conservateur» . La fondation John Templeton soutient depuis de nombreuses années le Cato Institute, une cellule de réflexion libertarienne,, ainsi que des projets dans des centres de recherches importants et des universités qui explorent des thèmes liés au l'économie du libre marché, tels que Hernando de Soto's Instituto Libertad Y Democracia et la fondation X Prize.
Dans un article publié en 2007 dans The Nation, Barbara Ehrenreich a attiré l'attention sur le financement du groupe conservateur Freedom's Watch par le président de la fondation Dr John M. Templeton Jr., et dépeint la fondation Templeton comme une « entreprise de droite ». En réponse à cet article, Pamela Thompson de la fondation Templeton, a tenu à réaffirmer que « la fondation est, et a toujours été conduite en conformité avec les souhaits de Sir John Templeton Sr, qui a jeté des critères très stricts pour sa mission et son approche », que la fondation est « une entité non-politique sans parti pris religieux » et « est totalement indépendante de toute autre organisation et, par conséquent n'endosse ni ne contribue soutient des candidats politiques, des campagnes, ou de mouvements de toute nature ».  Et pourtant, En 2004, la fondation Templeton incluait Rick Santorum, un sénateur nord-américain, dans une vidéo d'une demi-heure qu'elle a produite pour 150 000 $ et distribuée aux églises, pour la plupart dans l'Ohio, un État-pivot dans le cadre des élections présidentielles. Elle décrit la foi chrétienne du président en fonction George W. Bush, De Rick Santorum ainsi que du sénateur de la Géorgie Zell Miller, un démocrate.

## Proposition 8
Certains s'émeuvent que le fils de John Templeton, qui dirige celle-ci, soutienne la Proposition 8 de la constitution de Californie relative à l'interdiction du mariage homosexuel à travers deux donations s'élevant au total à 900 000 $. La fondation s'est exprimée sur ce point en déclarant qu'il s'agissait de dons privés.

## Le dessein intelligent
La fondation Templeton a toujours vigoureusement nié soutenir le dessein intelligent. La fondation Templeton a cependant été accusée[Par qui ?] de soutenir des partisans du dessein intelligent comme le Discovery Institute de la mouvance fondamentaliste chrétienne.
En 2005, la fondation a réfuté les accusations de promotion du dessein intelligent arguant que bien qu'ayant financé des projets portés par des individus qui soutiennent le dessein intelligent, elle-même ne le soutient pas. La fondation a également financé des projets critiques vis-à-vis du dessein intelligent et a récemment été critiquée par ce dernier pour avoir empêché la participation du Discovery Institute à une conférence organisée par le Vatican sur l'évolution.” Il y a eu des questions[Par qui ?] quant à savoir si la fondation Templeton soutient le dessein intelligent, parce que ses subventions peuvent couvrir des projets de nature scientifique et religieux. La fondation a toujours vigoureusement nié soutenir le mouvement.
En 2005, la fondation Templeton contestait les allégations selon lesquelles elle promouvrait le dessein intelligent, disant que bien qu'elle ait soutenu des projets indépendants par des personnes qui s'identifient au dessein intelligent, la fondation a été l'un des « principaux critiques » du Intelligent design movement et a financé des projets qui le contestaient
La même année, le New York Times a rapporté que la fondation Templeton a demandé aux partisans du dessein intelligent de soumettre des propositions pour la recherche proprement dite et cite Charles L. Harper Jr, vice président senior à la fondation Templeton, pour avoir dit « Ils ne sont jamais entrés » et alors qu'il était sceptique depuis le début, les autres officiels de la fondation étaient au départ intrigués et plus tard fortement désillusionnés. « du point de vue de la rigueur et du sérieux intellectuel, les gens du dessein intelligent ne font pas bonne figure dans notre monde de l'évaluation scientifique » dit-il.
En 2007 dans le LA Times, la fondation Templeton, écrit « nous ne croyons pas que la science qui sous-tend le mouvement du dessein intelligent soit solide, nous ne soutenons pas la recherche ou des programmes qui privent de vastes zones de connaissances scientifiques bien documentée, et la fondation est une entité apolitique et ne doit pas pratiquer ou soutenir des mouvements politiques ».
En mars 2009, le Discovery Institute, un partisan du dessein intelligent, accusait la fondation Templeton de bloquer son implication dans un soutien du Vatican, une conférence à Rome sur l'évolution financée par la fondation Templeton (L'Évolution biologique : Faits et Théories). Sur le manque d'implication de tout intervenant défendant le Dessein Intelligent, le directeur de la conférence, le pasteur Marc Leclerc disait, « Nous pensons que ce n'est pas un point de vue scientifique, et pas davantage théologique ou philosophique… Cela rend le dialogue difficile, peut-être même impossible. » À la conférence, Francisco Ayala, un biologiste évolutionniste, ancien président de l'Association américaine pour l'avancement des sciences et conseillé de longue date à la fondation Templeton, déclarait que le dessein intelligent et le créationnisme sont « blasphématoires » autant pour les chrétiens que pour les scientifiques.
Dans un dossier du CNRS ayant pour titre « Évolution et créationnismes », Guillaume Lecointre, du département « Systématique et évolution» du Muséum national d'histoire naturelle à Paris analyse les liens entre la fondation Templeton et le dessein intelligent. Il indique dans ce dossier  qu'« il a existé des liens entre le Dessein intelligent et la fondation Templeton. Une information datée du 1er septembre 2000 disponible sur le site américain Science&Theology News, évoque une conférence intitulée The Nature of Nature sponsorisée conjointement par la fondation Templeton et le Discovery Institute. Le thème principal du colloque de quatre jours était le dessein intelligent. Cette collaboration claire entre les deux institutions complète les conclusions de l’enquête de Philippe Boulet-Gercourt concernant les rapports entre la fondation Templeton et du dessein intelligent : « La fondation Templeton, qui encourage la réconciliation de la science et de la religion, a proposé de financer des projets de recherche dans le domaine du dessein intelligent. » Les travaux de ces deux structures n’ont pas toujours été si différents. Rappelons que les partisans du Dessein Intelligent ont perdu un procès très médiatisé en décembre 2005. Cette mauvaise publicité a amené des structures comme l’université interdisciplinaire de Paris (UIP) et la fondation Templeton à tenter de se démarquer d’un mouvement spiritualiste qui aurait perdu du crédit aux yeux de l’opinion publique, après avoir fait de par le passé un bout de chemin avec les idées ou les promoteurs de le Dessein Intelligent. La fondation Templeton a collaboré avec l’UIP pour étendre sa vision du monde sur l’Europe, mais a changé son fusil d'épaule concernant le dessein intelligent lorsqu'elle comprit que le Dessein Intelligent était scientifiquement discréditée. Lecointre poursuit en disant que « la John Templeton Foundation ou l’université interdisciplinaire de Paris en France ont bien compris que pour faire gagner du terrain à la théologie il faut brouiller les limites épistémologiques de légitimité entre l’individuel et le collectif, et les limites politiques entre le privé et le public. Ils ont bien compris qu'en finançant des scientifiques, des laboratoires, des colloques, elles peuvent coopter des scientifiques individuellement afin de créer la confusion sur le projet collectif d'une profession ; et faire passer une posture métaphysique pour scientifiquement validée — et donc collectivement validée. ».

## Débats au sein de la communauté scientifique
Le point de vue de la fondation sur les liens entre la recherche scientifique et la religion et leur capacité à fournir des subventions importantes pour la recherche scientifique a conduit à un débat assez polarisé au sein de la communauté scientifique.
Sean M. Carroll, un cosmologiste au California Institute of Technology, a écrit, en décrivant sont désistement d'une conférence après avoir découvert qu'elle était financée par la fondation Templeton, que « l'objectif de la fondation Templeton est de brouiller la limite entre la science pure et l'activité religieuse  explicite, faisant apparaître ces deux domaines comme des membres d'une seule et grande entreprise.  Tout est dans les apparences. »  Cependant, différents scientifiques ont des témoignages relativement différents par rapport à la fondation Templeton, de sorte qu'il est difficile d'évaluer quelle est la politique cohérente, le cas échéant, de la fondation Templeton.
John Horgan, un journaliste scientifique et auteur de nombreux ouvrages, écrivait en 2006, faisait part dans articles pour The Chronicle of Higher Education de ses « doutes à propos du programme  de conciliation entre religion et science de la fondation Templeton ». Il disait, à propos de la conférence de l'université Stanford intitulée Becoming Human: Brain, Mind, and Emergence et organisée par la fondation Templeton qu'elle était « offerte dans une perspective clairement biaisée en faveur de la religion et le christianisme ». Il relève dans son article qu'un employé de Templeton « (…) nous disait que la réunion coûtait plus d'un million de dollars, et en retour la Fondation Templeton voulait que nous publiions des articles en rapport avec la science et la religion". »
John Horgan craint que les bénéficiaires de subventions généreuses soient parfois amenés à écrire davantage ce que veut la fondation Templeton que ce qu'ils pensent vraiment.

« Plusieurs scientifiques areligieux m'ont dit en privé qu'ils ne voulaient pas remettre en cause les croyances religieuses de intervenants de peur de les offenser ainsi que les hôtes de la Fondation Templeton. »

Dans son livre Pour en finir avec Dieu, Richard Dawkins (un biologiste de l'évolution) critique à plusieurs reprises la fondation Templeton, se référant au prix Templeton comme « une très grosse somme d'argent donnée... généralement à un scientifique qui est prêt à dire quelque chose de gentil sur la religion ». En ce qui concerne la conférence susmentionnée à laquelle John Horgan et lui-même ont assisté, et à l'article qui en résulte de John Horgan, Dawkins commente : « Si je comprends le point de vue de Horgan, c'est que l'argent de Templeton corrompt la science ».
Peter Woit, un physicien mathématicien à l'université Columbia, écrit occasionnellement sur son blog (qui est hébergé par l'université Columbia) au sujet de ses doutes à l'encontre de la fondation Templeton. Peter Woit estime qu'il est regrettable que l'argent Templeton est utilisée pour influencer la recherche scientifique vers une convergence entre science et religion.
En juin 2005, Peter Woit écrivait :

« Ne soyez pas attentif à ce que les gens de Templeton disent (qui est relativement inoffensif), mais plutôt à ce qu'ils font. Ils refusent explicitement de soutenir la science sérieuse, et au contraire financent un éventail incroyable de tentatives d'injecter la religion dans la pratique scientifique... Ils financent fortement la part du champ que la plupart des gens considèrent dangereuse, la pseudo-science et constitue une menace grave pour l'ensemble du concept de ce que signifie faire de la science. »

La même année, Max Tegmark, physicien, défendait Templeton de ses accusateurs :

« there's a lot of unnecessary paranoia on both sides; religious people who find science threatening and scientists who don't want anything to do with religion. There are a lot of those around. In 2002, the Templeton Foundation tried to host a conference at Princeton. But the physics department didn't want to have anything to do with it. The conference ended up happening off campus. It didn't really focus on religion. It did ask physicists to speculate about deep questions, like why does time go forward? I would say it was the most fun conference I'd ever gone to. »

En octobre 2007, Peter Woit a émis cette évaluation plus nuancée, mais encore largement critique, de la fondation à la suite de la participation à un séminaire parrainé par Templeton :

« Le symposium auquel j'ai assisté n'avait pas une trace de l'implication de la religion en elle, et il semble que Templeton est prudent de garder celle-ci en dehors de certaines des choses qu'il fonds en science pure... Ils semblent avoir un engagement sérieux à l'idée d'un financement des choses en physique qui peuvent être considérées comme « fondamentaux ». Les personnes qui travaillent dans certains domaines tels que ceux-ci sont souvent considérés comme en dehors des sphères physique et donc éprouve de la difficulté à obtenir un financement de leur recherche. Pour eux, Templeton est à bien des égards une source de financement particulièrement prometteuse. »

« Cependant, ils se consacrent sans ambigüité à essayer d'imbriquer la science et la religion, et c'est mon principal problème à leur égard... Je reste préoccupé face à l'importance pour la physique de cette source nouvelle et majeure de financement, hors d'échelle avec d'autres sources privées, et avec un programme qui me semble avoir une composante dangereuse pour elle. »

Néanmoins, l'impression de Woit est que la fondation est prudent de garder une politique conservatrice de ses activités et il affirme que « leurs encouragements de la religion semble être d'une nature très œcuménique »".

En mai 2013, le philosophe et physicien TIm Maudlin jugait les travaux financés par la fondation comme « très bon »:

« It’s been very good for the field to have some funding source that’s willing to support people working in theoretical physics. It’s been tough for them. The projects they’ve funded have allowed people to do what they wanted to do. »